# Budynek przy ul. Sienkiewicza 36 w Toruniu
Budynek przy ul. Sienkiewicza 36 w Toruniu – dawny przytułek dla kalek i starców zbudowany w 1910 roku.
Pozwolenie na wybudowano budynku wydano w sierpniu 1886 roku. Gmach zaprojektował budowniczy miejski Julian Rehberg. Budynek oddano do użytku w 1910 roku. W 1911 roku przytułek otoczono ogrodzeniem. Projekty architektoniczne zakładały w przyszłości dalszą rozbudowę budynku, do czego finalnie nigdy nie doszło.
Podczas II wojny światowej w budynku mieściła się szkoła finansów (Reichfinanzschule).
10 maja 1988 roku obiekt wpisano do rejestru zabytków (A/274).
Budynek zbudowano w stylu neogotyckim. Został wzniesiony na lekkim wzniesieniu. Ryzalit w elewacji południowej wieńczy wieżyczka. Do budynku przylega ogród.